# Xysticus wagneri
Xysticus wagneri är en spindelart som beskrevs av Willis J. Gertsch 1953. Xysticus wagneri ingår i släktet Xysticus och familjen krabbspindlar. Inga underarter finns listade i Catalogue of Life.